# Cardiochiles angustifrons
Cardiochiles angustifrons är en stekelart som beskrevs av Charles Thomas Brues 1924. Cardiochiles angustifrons ingår i släktet Cardiochiles och familjen bracksteklar. Inga underarter finns listade.